# Jorge Patricio Vega Velasco
Dom Jorge Patricio Vega Velasco, S.V.D. (Santiago, 12 de junho de 1957) é um bispo católico chileno, atual bispo diocesano de Valparaíso.

## Biografia
Jorge Vega professou na Sociedade do Verbo Divino em 1 de março de 1983 e foi ordenado sacerdote em 22 de dezembro de 1984. Completou seus estudos eclesiásticos em filosofia no Pontifício Seminário de Santiago do Chile e estudos em teologia na Pontifícia Universidade Católica da Argentina em Buenos Aires. Durante treze anos, serviu como missionário em Angola. De 1997 a 2003, foi secretário missionário de sua congregação e, de 2003 a 2010, diretor nacional das Pontifícias Obras Missionárias do Chile e diretor da revista Chile Misionero.
O Papa Bento XVI nomeou-o bispo-prelado de Illapel em 20 de fevereiro de 2010. O arcebispo de Santiago do Chile, Dom Francisco Javier Errázuriz Ossa, o consagrou em 17 de abril do mesmo ano; Os co-consagrantes foram Dom Rafael de la Barra Tagle, SVD, prelado emérito de Illapel, e Dom Carlos Eduardo Pellegrín Barrera, SVD, bispo de Chillán. A posse ocorreu em 30 de abril de 2010.
O Papa Francisco o nomeou consultor do Pontifício Conselho para o Diálogo Inter-Religioso em 22 de outubro de 2020.
Em 8 de junho de 2021, o Papa Francisco o nomeou bispo de Valparaíso. A posse ocorreu em 15 de julho do mesmo ano.